# Wolfgang Windgassen
Wolfgang Windgassen, né le 26 juin 1914 à Annemasse (Haute-Savoie) et mort le 8 septembre 1974 à Stuttgart, est un ténor allemand.

## Biographie
Son père, Fritz Windgassen (Hambourg, 1883 - Murnau, 1963) était un ténor réputé ; sa mère, Vali von der Osten (1882–1923) était une soprano colorature, tout comme sa tante, Eva von der Osten (Heligoland, 1881 – Dresde, 1936). Wolfgang Windgassen étudie le chant auprès de son père, puis suit des cours à Stuttgart, avant de débuter à Pforzheim en 1939 (Alvaro dans La forza del destino). En 1945 il devient membre de l'Opéra de Stuttgart (dont il sera nommé directeur en 1972). Il se spécialise d'abord dans un répertoire léger, avant d'aborder (à partir de 1946) les rôles semi-héroïques du répertoire romantique allemand : Florestan dans Fidelio, Max dans Der Freischütz.
En 1951, Wieland Wagner le recrute pour le Festival de Bayreuth, qui vient de rouvrir sous sa direction et avec une équipe de chanteurs totalement renouvelée. Windgassen va alors devenir le plus grand Heldentenor de son époque et le ténor wagnérien emblématique du Neues Bayreuth (« Nouveau Bayreuth) », le fidèle d'entre les fidèles de la troupe, Wieland Wagner déclarant à son sujet : « Sans lui, il faudrait fermer Bayreuth. » En effet, à l'exception de Rienzi (qu'il chante toutefois à Stuttgart), du Parsifal de la réouverture (1951, sous la direction de Hans Knappertsbusch, avec Martha Mödl, Ludwig Weber et George London) à ses derniers Tristan en 1970, il chante tous les rôles de ténor du répertoire du festival, incarnant Froh (L'Or du Rhin) en 1951, Siegfried et Lohengrin dès 1953, Tannhäuser et Erik (Le Vaisseau fantôme) dès 1955, Walther von Stolzing et Siegmund en 1956, Tristan en 1957 et Loge en 1965. Il reprend la plupart de ces rôles un peu partout dans le monde : au Metropolitan Opera (1954), à Covent-Garden (1955), à Vienne, Milan, Paris (Tristan et Isolde en 1966-68). 
Au répertoire wagnérien, il ajoute les rôles d'Otello, Don José, l'Empereur de La Femme sans ombre, Radamès dans Aida, Eisenstein dans La Chauve-Souris, Florestan dans Fidelio. À partir de 1969, il s'essaie également à la mise en scène, et il dirige l'opéra de Stuttgart de 1972 à 1974. Épuisé par des années de chant sans relâche, il meurt d'une crise cardiaque à Stuttgart en 1974 à l'âge de 60 ans.
Il laisse une discographie impressionnante, essentiellement wagnérienne, qu'il s'agisse des innombrables live captés à Bayreuth ou du premier Ring de studio dirigé par Georg Solti pour Decca (1958-1965). À noter qu'il existe un enregistrement vidéo, parmi quelques autres, permettant de le voir dans Tristan et Isolde, sous la direction de Pierre Boulez, avec Birgit Nilsson et Hans Hotter à Osaka en 1967 (production de Wieland Wagner).
Malgré une stature physique impressionnante, sa voix n'était pas très puissante (pour un ténor héroïque), mais ce désavantage était compensé par « une endurance à toute épreuve », une diction parfaite, une technique impeccable et une mémoire infaillible, ainsi que par un authentique talent d'acteur, procurant aux auditeurs « un enthousiasme communicatif, souvent électrisant ».

## Discographie sélective
- Parsifal, Hans Knappertsbusch, 1951 (Parsifal)
- Fidelio, Wilhelm Furtwängler, 1953 (Florestan)
- L'Anneau du Nibelung, Clemens Krauss, 1953 (Siegfried)
- Lohengrin, Joseph Keilberth, 1953 (Lohengrin)
- Lohengrin, Eugen Jochum, 1954 (Lohengrin)
- Le Vaisseau fantôme, Hans Knappertsbusch, 1955 (Erik)
- L'Anneau du Nibelung, Hans Knappertsbusch, 1958 (Siegfried)
- L'Anneau du Nibelung, Georg Solti, 1958-1965 (Siegfried)
- Tannhäuser, Wolfgang Sawallisch, 1962 (Tannhäuser)
- Tristan et Isolde, Karl Böhm, 1966 (Tristan)
- L'Anneau du Nibelung, Karl Böhm, 1966-1967 (Loge et Siegfried)

### Sources
- (de) W. Bernd Wessling, Wolfgang Windgassen, Brême, Schünemann, 1967.
- Guide des opéras de Wagner. Livrets — Analyses — Discographies, sous la direction de Michel Pazdro, Paris, Fayard, coll. « Les Indispensables de la musique », 1998.
- Dictionnaire encyclopédique Wagner, sous la direction de Timothée Picard, Arles, Actes Sud / Paris, Cité de la musique, 2010.
- L’Univers de l’opéra. Œuvres, scènes, compositeurs, interprètes, sous la direction de Bertrand Dermoncourt, Paris, Robert Laffont, coll. « Bouquins », 2012.
- Le Nouveau Dictionnaire des interprètes, sous la direction de Alain Pâris, Paris, Robert Laffont, coll. « Bouquins », 2015.
- Les grands chanteurs du XXe siècle, Richard Martet, Paris, Buchet-Chastel, 2012, p. 102-106.